# Karl Strecker (Philologe)

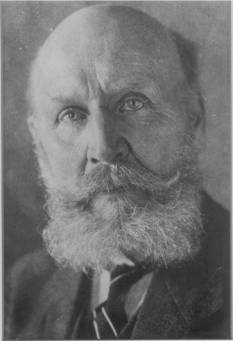
Karl Strecker

Karl Strecker (* 4. September 1861 in Fritzow, Kreis Cammin; † 15. November 1945 in Berlin) war ein deutscher Mittellateinischer Philologe.

## Leben und Werk
Karl Strecker entstammte einer seit ungefähr 1600 in Stettin ansässigen Pastorenfamilie. Er wurde zunächst durch seinen Vater, der Pastor in Fritzow war, unterrichtet. Ab 1875 besuchte er das Bugenhagen-Gymnasium in Treptow an der Rega. Anschließend studierte er Rechtswissenschaft an der Universität Straßburg und absolvierte als Einjährig-Freiwilliger seinen Militärdienst. In Berlin (1881) und Greifswald (1882) studierte er Klassische und Germanische Philologie. Strecker wurde 1884 in Greifswald bei Adolph Kießling und Ulrich von Wilamowitz-Moellendorff mit einer Arbeit über die von Lykophron, Euphron und Eratosthenes überlieferten Fragmente zur attischen Komödie promoviert. 1885 legte Strecker in den Fächern Griechisch, Latein und Deutsch das Staatsexamen ab; anschließend war er an Gymnasien in Greifswald (1886–1887), Dortmund (1887–1906) und Berlin (1906–1909) tätig. 
Neben seiner Schultätigkeit beschäftigte sich Strecker nach seiner gräzistischen Promotion zunehmend mit lateinischen Dichtungen des Mittelalters; 1889/89 legte er erste textkritische Arbeiten zum Waltharius und 1906 zu Hrotsvit vor. Im März 1906 übernahm er in Berlin in der Nachfolge Paul von Winterfelds einen Lehrauftrag für Mittellateinische Philologie; ab 1909 lehrte er dort das Fach zunächst als außerordentlicher, seit 1923 dann als ordentlicher Professor. Während des Ersten Weltkriegs war er ab April 1915 Hauptmann der Landwehr; ihm wurde das Eiserne Kreuz 2. Klasse verliehen. 
Ab 1907 wirkte Strecker an der Editionsreihe der „Poetae Latini Medii Aevi“ („Lateinische Dichter des Mittelalters“) bei den Monumenta Germaniae Historica (MGH) mit, deren ständiger Mitarbeiter er ab 1909 war. 1912 wurde er als Nachfolger Ludwig Traubes Mitglied der Zentraldirektion der MGH und übernahm dort die Leitung der Abteilung „Antiquitates“, zu der auch die Poetae-Reihe gehört, die er noch bis 1935 federführend betreute. 1929 wurde Strecker emeritiert. Bedeutende akademische Schüler Streckers waren Karl Fiehn, Norbert Fickermann, Edwin Habel, Karl Langosch, Hans Walther und Goswin Frenken. Der Berliner Lehrstuhl für mittellateinische Philologie wurde nach Streckers Emeritierung aufgehoben und erst 1970 wieder eingerichtet.  

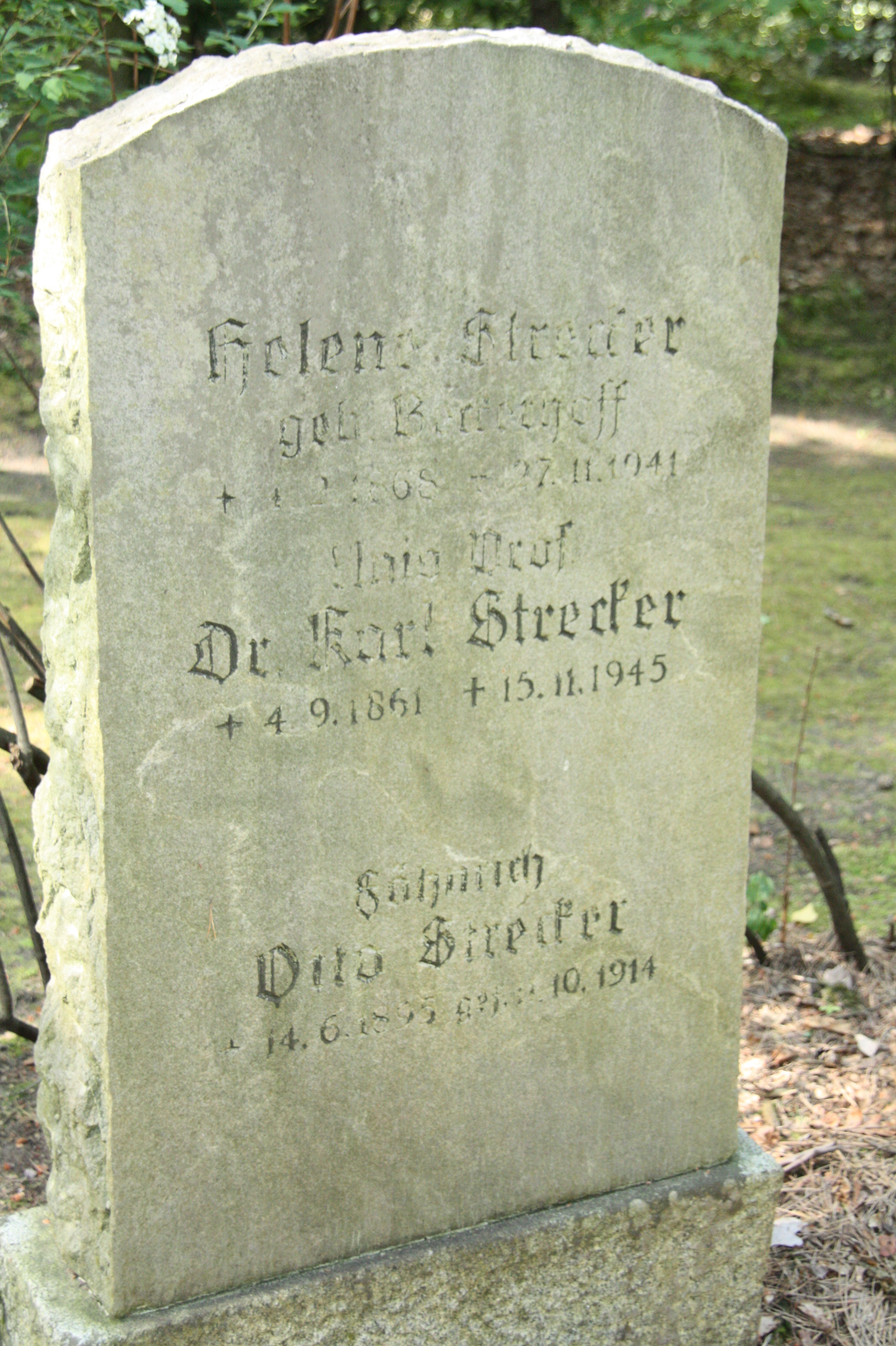
Grabstein auf dem Südwestkirchhof Stahnsdorf

Besonders seine Arbeiten zur mittellateinischen Dichtung machten Strecker zu einem Pionier seines Fachs. Seine Einführung in das Mittellatein (1928) wurde zu einem internationalen Standardwerk und erfuhr zahlreiche Neuauflagen sowie englische und französische Übersetzungen. Bei den MGH erschienen zwischen 1914 und 1939 unter seiner Federführung drei Editionsbände der Poetae-Reihe mit Dichtungen der Merowinger-, Karolinger- und Ottonenzeit. Posthum kam 1951 ein vierter Band hinzu, der auch Streckers kritische Edition des Waltharius-Epos enthält, die er, gegen Kriegsende 1945 in Berlin ausgebombt, nach umfangreichen Vorarbeiten zu Lebzeiten nicht mehr hatte vollenden können. Ferner legte Strecker teils bis heute gültige kritische Editionen der Carmina Cantabrigiensia, der Tegernseer Briefsammlung, der Ecbasis captivi und zu Walter von Châtillon vor. 
Ab 1928 war Strecker korrespondierendes Mitglied der Pontificia Accademia degli Arcadi, ab 1938 auch der Bayerischen Akademie der Wissenschaften. Ferner wurde ihm das Ritterkreuz des Albrechtsordens 1. Klasse mit Schwertern und Krone verliehen. Strecker wurde mit zwei Festschriften geehrt.
Sein Grab befindet sich auf dem Südwestkirchhof Stahnsdorf.

## Schriften (Auswahl)
Quelleneditionen
- Die Tegernseer Briefsammlung (Froumund). Codex epistolarum Tegernseensium (Froumund) (MGH Epistolae selectae, Band 3). Berlin 1925.
- Die Gedichte Walters von Châtillon. Band 1: Die Lieder Walters von Châtillon in der Handschrift 351 von St. Omer. Berlin 1925
- Die Cambridger Lieder (Carmina Cantabrigiensia) (MGH Scriptores rerum Germanicarum in usum scholarum separatim editi, Band [40]). Berlin 1926.
- Ecbasis cuiusdam captivi per tropologiam (MGH Scriptores rerum Germanicarum in usum scholarum separatim editi, Band [24]), Hannover 1935.

Monographien
- De Lycophrone, Euphronio, Eratosthene comicorum interpretibus. Altenburg 1884 [Diss. Greifswald 1884].
- Einführung in das Mittellatein. Berlin 1928; 3. erweiterte Aufl., Berlin 1939 (zahlreiche Nachdrucke).
  - französische Ausgabe: Introduction à l'étude du latin médiéval. Übersetzt von Paul van de Woestijne (Publications romanes et françaises, Band 26). Gand 1933; 3. überarbeitete und erweiterte Aufl., Lille 1948. (zahlreiche Nachdrucke)
  - englische Ausgabe: Introduction to medieval Latin. Übersetzt und überarbeitet von Robert B. Palmer. Berlin 1957; 2. verbesserte Aufl., Berlin 1963 (zahlreiche Nachdrucke).

Aufsätze
- Ekkehard und Vergil. In: Zeitschrift für deutsches Altertum und deutsche Literatur, Band 42, 1898, S. 339–365.
- Zu den karolingischen Rhythmen. In: Neues Archiv der Gesellschaft für ältere deutsche Geschichtskunde, Band 34, 1909, S. 599–652.
- Die deutsche Heimat des Ruodlieb. In: Neue Jahrbücher für das klassische Altertum, Geschichte und deutsche Literatur, Band 47, 1921, S. 289–304.
- Studien zu den karolingischen Dichtern. In: Neues Archiv der Gesellschaft für ältere deutsche Geschichtskunde, Band 43, 1922, S. 477–511; ebd. Band 44, 1922, S. 209–251; ebd. Band 45, 1924, S. 14–31.
- Walter von Châtillon und seine Schule. In: Zeitschrift für deutsches Altertum und deutsche Literatur, Band 64, 1927, S. 97–125 und S. 161–189.